# Qarqucaq
Qarqucaq è un comune dell'Azerbaigian situato nel distretto di Goranboy. Conta una popolazione di 745 abitanti.